# Carbajosa de la Sagrada
Carbajosa de la Sagrada (leóni nyelven Carbayosa) település Spanyolországban, Salamanca tartományban. Carbajosa de la Sagrada Salamanca, Santa Marta de Tormes, Pelabravo, Calvarrasa de Arriba és Arapiles községekkel határos. Lakosainak száma 7636 fő (2024).

## Népesség
A település népessége az elmúlt években az alábbi módon változott:
| Lakosok száma | 1980 | 3111 | 4673 | 5623 | 6528 | 6763 | 6848 | 7116 | 7424 | 7636 |
|               | 2001 | 2004 | 2007 | 2009 | 2012 | 2014 | 2017 | 2019 | 2022 | 2024 |